# Děrované brýle

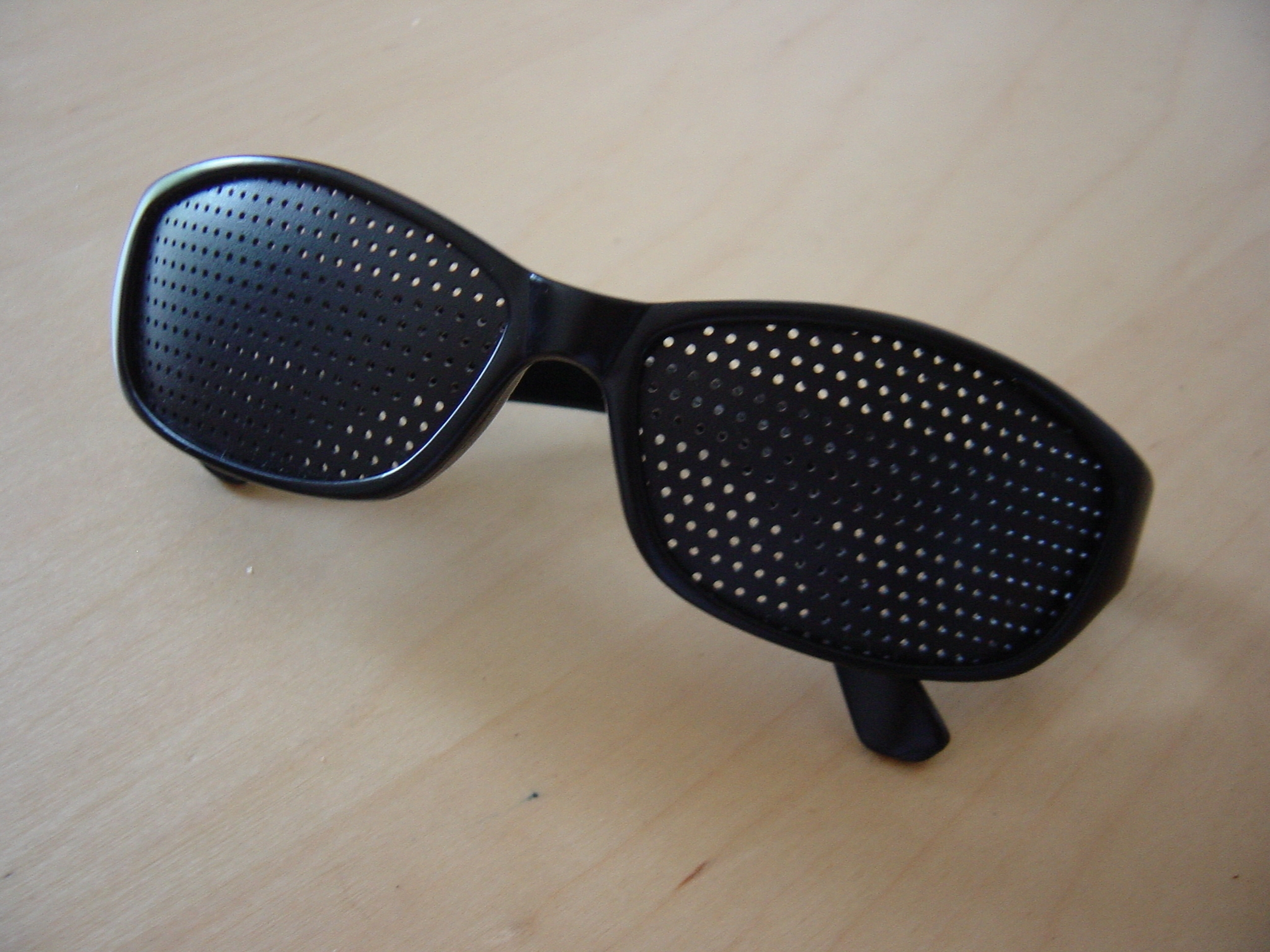
Děrované brýle

Děrované brýle, také známé jako stenopeické brýle, na trhu nabízené jako ajurvédské brýle, jsou brýle se sledem malých dírek vyplňujících plochu jinak neprůhledných plastových plátků nahrazujících obě čočky. Podobně jako při práci s dírkovou komorou (camera obscura), každá z dírek umožňuje projít do oka jen velmi úzkému paprsku světa, což zmenšuje rozptylový kroužek na sítnici a zvětšuje hloubku ostrosti. V očích s refrakční vadou je často výsledkem ostřejší obraz. Na společném spojení mezi dvojicí přilehlých dírek se však může projevit druhý efekt, který je způsoben dvěma různými paprsky světla přicházejícími ze stejného předmětu (každý však jinou dírkou), ale ohnutými díky difrakci na různá místa sítnice. To vede ke zdvojenému vidění (předměty mají dvojité hrany) u okraje každé dírky, na které není oko zaostřeno. Ve výsledku může celkový obraz působit rušivě a při delším sledování způsobovat únavu.[zdroj?]
Na rozdíl od konvenčních brýlí na předpis, děrované brýle vytvářejí obraz bez zkreslení na okrajích (pročež rovné linie vypadají jako zakřivené). I když jsou děrované brýle prohlašovány za přínosné pro lidi krátkozraké i dalekozraké, nejsou doporučovány krátkozrakým osobám s více než 6 dioptriemi. K tomu děrované brýle snižují jas a omezují periferní vidění a proto by se neměly používat při řízení auta nebo při obsluze strojů.
Obchodníci uvádějí, že po delším používání brýlí by mělo být snadné mřížku ignorovat. Nicméně během každého mrknutí vypadají vodorovná spojení mřížky silnější. Důvodem je, že pohyb očního víčka přes zornici sníží množství světla dopadajícího na sítnici, čímž krátce odstraní efekt postranní inhibice, který jinak opticky zvětšuje všechny dírky (čímž mřížka vypadá tenčí). Dokud bude jedinec mrkat, bude se mu tmavá mřížka před jeho očima neustále připomínat.[zdroj?]
Děrované brýle byly uváděny na trh různými společnostmi s tvrzením, že – v kombinaci s některými očními cviky – mohou trvale zlepšit zrak. Toto tvrzení však nebylo podloženo žádným vědeckým důkazem. Vzhledem k nedostatku formálních klinických studií, které by dokazovaly tento typ tvrzení společností prodávajících děrované brýle, není v USA možné taková tvrzení dále používat bez hrozby právního postihu ze strany Federální obchodní komise (FTC).
Děrovaný okluzor, nástroj používaný očními lékaři a optometristy pro diagnózu refrakčních chyb, funguje na stejných principech, ale je určen jen pro diagnostiku.